# Сестра Еманюел
Сестра Еманюел (на френски: Sœur Emmanuelle) е френско-белгийска монахиня, учителка, общественичка и писателка.

## Биография
Тя е родена на 16 ноември 1908 година в Брюксел като Мадлен Сенкен в семейството на французин и белгийка. Баща ѝ е заможен производител на луксозно бельо и семейството често пътува между Париж, Лондон и Брюксел. От ранна възраст има интерес към религията и през 1929 година се включва в Конгрегацията на света Богородица от Сион. През 30-те години става учителка в католическа гимназия в Истанбул, където остава три десетилетия, след което е учител в Тунис. От 1971 до 1993 година живее в Кайро и придобива широка известност с благотворителната си дейност сред най-бедните жители на града.
Сестра Еманюел умира на 20 октомври 2008 година в Калиан.